# Les Amours du dimanche
Albums de Marc Lavoine
Live à la Cigale
(1988) Paris
(1991)
Singles
1. C'est la vie
Sortie : mai 1989
2. Ami
Sortie : 1989
3. Toutes mes excuses (Chère amie)
Sortie : 1990
4. Rue Fontaine
Sortie : septembre 1990
5. Je n'ai plus rien à te donner
Sortie : mars 1991

Les Amours du dimanche est le troisième album du chanteur français Marc Lavoine, sorti en 1989 dans son pays.

## Liste des titres
| No  | Titre                                            | Durée |
| --- | ------------------------------------------------ | ----- |
| 1.  | C'est la vie                                     | 3:44  |
| 2.  | Du côté de chez toi                              | 4:28  |
| 3.  | Chère amie                                       | 3:32  |
| 4.  | Rue Fontaine                                     | 3:28  |
| 5.  | Le Poids de ta peine                             | 3:09  |
| 6.  | Les Amours du dimanche (partie 1) (instrumental) | 3:19  |
| 7.  | Je n'ai plus rien à te donner                    | 3:50  |
| 8.  | Cent balles de sentiment                         | 4:53  |
| 9.  | T'es ma danseuse                                 | 4:14  |
| 10. | Ami                                              | 4:16  |
| 11. | Les Amours du dimanche (partie 2)                | 3:47  |

## Crédits
- Fabrice Aboulker - arrangeur, claviers ;
- The Astarte Orchestra - cordes ;
- Jean-Philippe Bonichon - ingénieur son, mixage ;
- Sally Browder - assistante ingénieur son ;
- Bill Butt - design pour Liaison Internationale ;
- Bill Cuomo - claviers, synthétiseur ;
- Paulinho Da Costa - percussion ;
- Richard Groulx - chœurs ;
- Christopher Hooker - cor anglais, hautbois ;
- Nick Knight - photographie ;
- Abraham Laboriel - basse ;
- Nick Lane - trombone ;
- Basile Leroux - guitare ;
- Steve Madaio - arrangement des cuivres, trompette ;
- Kate Markowitz - chœurs ;
- Guida de Palma - chœurs ;
- Philippe Rault - coordination artistique pour "Bastille Productions" ;
- Doug Rider - ingénieur son ;
- Patrick Rousseau - percussion ;
- Carole Rowley - chœurs ;
- Claude Salmiéri - batterie ;
- Pascal Stive - arrangeur, claviers, ingénieur son, programmation synthétiseur ;
- Jannick Top - basse ;
- Carlos Vega - batterie ;
- David Woodford - saxophone ;
- Gavyn Wright - premier violon.

- Mixé au studio "Marcadet" à Paris.